# La Mocha
La Mocha är en ort i Mexiko.   Den ligger i kommunen Cortazar och delstaten Guanajuato, i den centrala delen av landet, 220 km nordväst om huvudstaden Mexico City. La Mocha ligger 1 733 meter över havet och antalet invånare är 902.
Terrängen runt La Mocha är varierad. Runt La Mocha är det ganska tätbefolkat, med 214 invånare per kvadratkilometer. Närmaste större samhälle är Cortazar, 9,1 km norr om La Mocha. Trakten runt La Mocha består till största delen av jordbruksmark.